# خاویر مانخارین
خاویر مانخارین (اسپانیایی: Javier Manjarín‎؛ زادهٔ ۳۱ دسامبر ۱۹۶۹) بازیکن سابق فوتبال اهل اسپانیا است.
از باشگاه‌هایی که در آن بازی کرده‌است می‌توان به باشگاه فوتبال اسپورتینگ خیخون، باشگاه فوتبال راسینگ سانتاندر و باشگاه فوتبال دپورتیوو لاکرونیا اشاره کرد.